# Кала-Серена

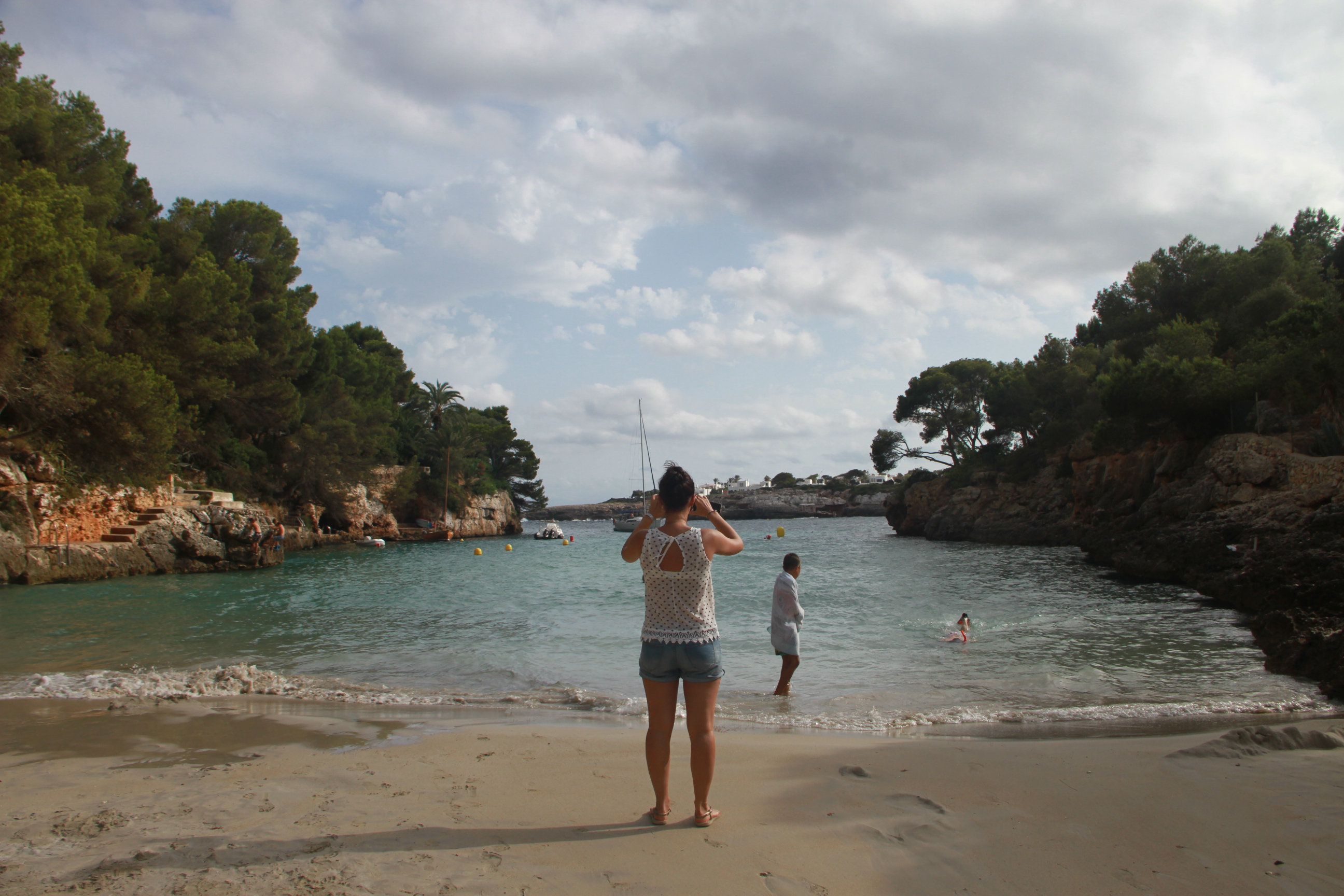
Пляж Кала-Серена

Кала-Серена (кат. Cala Serena) або Кало́-де-сес-Донес (кат. Caló de ses Dones) — пляж на о. Мальорка (Балеарські о-ви) в Іспанії. Знаходиться в однойменній бухті в курорті Кала д'Орі у південно-східній частині острова у муніципалітеті Феланіч. Розташований у 14 км від Портоколома. 
Широкий морський рукав закінчується пляжем, розташованим між крутих скель, і приблизно у 100 метрів інший мис відділяє його від сусідньої бухти Кала-Феррера.
Це невелика дуже тиха піщана зона, хоча поблизу розташоване поселення з однойменною назвою. Пляж не дуже переповнений, на відміну від сусіднього Кала-Феррера. Права частина пляжу Кала-Серена з незайманою природою і відгороджена стіною, яка запобігає доступ до неї.
Пляж оточений крутими невисокими скелями, але з великою кількістю гротів і типовим прибережним середземноморським сосновим лісом. Поруч розташований готельний комплекс Robinson Club Cala Serena 4*. 
Легкий доступ для автомобілів. У 400 метрах від пляжу працює приватний паркінг.  
Характеристика
- Довжина — 20 м
- Ширина — 20 м
- Тип пляжу — природний, склад — піщаний
- Доступ — автомобільний, пішоходний, судоходний
- Рівень відвідуваності — низький
- Користувачі — туристи
- Умови для купання — невеликі хвилі
- Рятувальна служба — ні
- Доступ для людей з омеженими можливостями — ні
- Якірна зона — так